# Sebastián Gallegos
Sebastián Agustín Gallegos Berriel (Treinta y Tres, Uruguay, 18 de enero de 1992) es un futbolista uruguayo que juega como centrocampista en Deportes La Serena de la Primera División de Chile.

## Trayectoria
Se formó en las inferiores de Danubio y luego de participar en el mundial sub-17 fue transferido al Atlético de Madrid B en 2009, donde debutó el 12 de septiembre de 2010 frente al Leganés. Luego de una temporada en la que disputó ocho partidos fue transferido al Badalona, en el que jugó en seis partidos durante la siguiente temporada.
En agosto de 2012 volvió a Uruguay, siendo fichado por Peñarol, donde salió Campeón Uruguayo 2012-2013 anotando 2 goles, frente a Liverpool y Bella Vista. Tras la decisión del técnico de no contar con el, fue a jugar al Calcio Como, un cuadro pequeño de Italia.
En el 2014 jugando por el Petrolul Ploesti comparte camerino con Adrián Mutu. En 2016 juega la Copa Sudamericana 2016 y el Campeonato Descentralizado 2016 siendo uno de los mejores jugadores del Real Garcilaso.
El 14 de enero de 2017 es confirmado como refuerzo del Cobresal.

## Selección nacional juvenil
Disputó el mundial sub-17 de 2009 en el cual llegó a cuartos de final, donde Uruguay fue derrotado por España en los penales. En dicho torneo, Sebastián se consagró como goleador, anotando cinco goles en cuatro partidos.
Fue también parte del plantel que disputó el sudamericano sub-20 en 2011 en el que jugó cuatro partidos.
| Torneo                   | Sede    | Resultado        | Part. | Goles |
| ------------------------ | ------- | ---------------- | ----- | ----- |
| Mundial Sub-17 2009      | Nigeria | Cuartos de final | 4     | 5     |
| Sudamericano Sub-20 2011 | Perú    | Subcampeón       | 4     | 0     |

## Clubes
| Club                      | País      | Año       | Part. | Goles |
| ------------------------- | --------- | --------- | ----- | ----- |
| Atlético Madrid B         | España    | 2009-2012 | 10    | 1     |
| → Badalona (cedido)       | España    | 2011-2012 | 8     | 0     |
| Peñarol                   | Uruguay   | 2012-2013 | 15    | 2     |
| Como                      | Italia    | 2013-2014 | 10    | 2     |
| Petrolul Ploieşti         | Rumania   | 2014-2015 | 3     | 0     |
| Real Garcilaso            | Perú      | 2015-2016 | 37    | 6     |
| Cobresal                  | Chile     | 2017      | 11    | 1     |
| Atenas                    | Uruguay   | 2017      | 4     | 2     |
| Hawkesbury City           | Australia | 2018      | 13    | 3     |
| Sydney United 58          | Australia | 2019      | 12    | 1     |
| Fénix                     | Uruguay   | 2020      | 4     | 0     |
| Central Español           | Uruguay   | 2021      | 20    | 6     |
| Unión San Felipe          | Chile     | 2022      |       |       |
| Guabirá                   | Bolivia   | 2023      |       |       |
| Universidad de Concepción | Chile     | 2023      |       |       |
| Deportes La Serena        | Chile     | 2024-Act. |       |       |

## Palmarés

### Campeonatos nacionales
| Título              | Club               | País    | Año     |
| ------------------- | ------------------ | ------- | ------- |
| Torneo Apertura     | Peñarol            | Uruguay | 2012-13 |
| Campeonato Uruguayo | Peñarol            | Uruguay | 2012-13 |
| Primera B           | Deportes La Serena | Chile   | 2024    |

### Distinciones individuales
| Distinción                          | Año  |
| ----------------------------------- | ---- |
| Bota de Oro del Mundial Sub-17 2009 | 2009 |
| Goleador del Mundial Sub-17 2009    | 2009 |